# 恋する惑星
『恋する惑星』（こいするわくせい、原題：重慶森林, Chungking Express）は、1994年の香港映画。

## 概要
香港の九龍、尖沙咀にある雑居ビル・重慶大厦を舞台にすれ違う恋愛模様をスタイリッシュに描く。ウォン・カーウァイ監督が本作のプロデューサーでもある盟友ジェフ・ラウと1992年に設立した製作会社ジェットトーン（澤東）の劇場公開第1作。同社の第1作になるはずだった『楽園の瑕』の製作が中断している間に、即興的に撮影され、公開も本作が先になった。また、当初は3つのエピソードが描かれる予定だったが割愛され、後にそのエピソードを元に『天使の涙』が製作された。
第14回香港電影金像奨で最優秀作品賞・最優秀監督賞・最優秀主演男優賞（トニー・レオン）を、第31回金馬奨で最優秀主演男優賞（トニー・レオン）をそれぞれ受賞している。
まだ日本では有名ではなかったウォン・カーウァイや金城武、フェイ・ウォンの名を一躍有名にした作品で、舞台となった重慶大厦や中環の名物エスカレーター（中環至半山自動扶梯）周辺は日本人観光客の目的地にまでなった。また、クエンティン・タランティーノが絶賛し、アメリカでの配給権を獲得した。

## ストーリー
失恋した刑事のモウ（金城武）は、逃亡中のドラッグ・ディーラーの女（ブリジット・リン）と出会う。続いて、恋人とすれ違いが続く警官663号（トニー・レオン）は、飲食店〈ミッドナイト・エクスプレス〉の店員フェイ（フェイ・ウォン）と出会う。

## キャスト
- 警官663号（店主は633と呼ぶが、認識番号は663）：トニー・レオン
- フェイ：フェイ・ウォン
- 謎の金髪女：ブリジット・リン
- モウ：金城武
- スチュワーデス：チャウ・カーリン（英語版）

## スタッフ
- 監督・脚本：ウォン・カーウァイ
- 製作：ジェフ・ラウ
- 製作総指揮：チャン・イーチェン
- 美術・編集：ウィリアム・チャン、カイ・キットウァイ、クォン・チリョン
- 撮影：クリストファー・ドイル、アンドリュー・ラウ
- 音楽：フランキー・チェン、ロエル・A・ガルシア、マイケル・ガラッソ

## 挿入曲
- デニス・ブラウン「Things in Life」
- ママス&パパス「夢のカリフォルニア」
- ダイナ・ワシントン「縁は異なもの」
- フェイ・ウォン「夢中人」（クランベリーズ「ドリームス」のカバー曲）

## 日本での上映
1995年に日本初公開。2022年には4Kレストア版がアンプラグド社の配給により「WKW4K ウォン・カーウァイ4K」で上映。